# للندديفنن (للنددنا)
للندديفنن (بالإنجليزية: Llanddyfnan)‏ هي منطقة سكنية تقع في ويلز في . يقدر عدد سكانها بـ 1,027 نسمة .